# Jack a mechanické srdce
Jack a mechanické srdce (v originálu Jack et la Mécanique du cœur) je hudební animovaný film z roku 2014, který režírovali Stéphane Berla a Mathias Malzieu podle románu La Mécanique du cœur. Snímek měl světovou premiéru na filmovém festivalu v Arrasu dne 17. listopadu 2013.

## Dabing postav
| Mathias Malzieu    | Jack                      |
| Jean Rochefort     | Georges Méliès            |
| Olivia Ruiz        | Miss Acacia               |
| Grand Corps Malade | Joe                       |
| Marie Vincent      | Madeleine                 |
| Emily Loizeau      | Madeleine (zpěv)          |
| Arthur H           | Arthur                    |
| Rossy de Palma     | Luna                      |
| Élisabet Maistre   | Anna / dvouhlavá žena     |
| Bruno Caliciuri    | plačící muž / trumpetista |
| Danièle Graule     | Brigitte Heim             |
| Alain Bashung      | Jack Rozparovač           |
| Moon Dailly        | mladá blondýna            |

### Ocenění
- César: nominace na nejlepší animovaný film